# ماریا لائورا روکا
ماریا لائورا روکا (ایتالیایی: Maria Laura Rocca؛ ۵ اکتبر ۱۹۱۷ –  ۶ مه ۱۹۹۹) بازیگر اهل ایتالیا بود.
از فیلم‌ها یا برنامه‌های تلویزیونی که وی در آن نقش داشته‌است، می‌توان به ترانه عاشقانه، خشم آشیل و به‌خاطر تو مرتکب گناه شده‌ام اشاره کرد.